# كارلوس كاستيلو
كارلوس كاستيلو (بالإسبانية: Carlos Castillo)‏ (14 سبتمبر 1977 بغواتيمالا في غواتيمالا - ) هو لاعب كرة قدم غواتيمالي في مركز الوسط. شارك مع منتخب غواتيمالا لكرة القدم. أما مع النوادي، فقد لعب مع ميونيسيبال وC.D. Suchitepéquez ‏ وديبورتيفو بيتابا.

## وصلات خارجية
- كارلوس كاستيلو على موقع الاتحاد الدولي (مؤرشف)  (الإنجليزية)
- كارلوس كاستيلو على موقع قاعدة بيانات كرة القدم.إي يو (الإنجليزية)
- كارلوس كاستيلو على موقع ناشيونال فوتبول تيمز (الإنجليزية)